# Pikuj
Pikuj je 1408 metrů vysoký výrazný a ostrý vrchol na východním okraji Bukovských vrchů. Leží na hranici mezi zakarpatskou a lvovskou oblastí, jejímž je nejvyšším vrcholem. Na vrcholu stojí několikametrový obelisk věnovaný původně v roce 1935 T. G. Masarykovi, nyní ukrajinskému básníku Ivanu Frankovi. Z vrcholu je krásný panoramatický výhled vzhledem k tomu, že vrchol je až 700 metrů nad okolním terénem.
Povrch je kuželovitý, asymetrický. Západní svah je strmý, severovýchodní a severní pozvolnější. Hora se skládá z flyše. Svahy jsou porostlé bukovým a smrkovým lesem.
Zkrácený výstup na vrchol ze zakarpatské strany je možný z vesnice Ščerbovec.